# Loparnik
Loparnik je priimek več znanih Slovencev:

## Znani nosilci priimka
- Borut Loparnik (1934−2018), muzikolog, glasbeni kritik in pedagog